# Ruentex Nangang Train Station Buildings
Les Ruentex Nangang Train Station Buildings (南港車站大樓) sont un ensemble de gratte-ciel jumeaux de 138.3 mètres de hauteur et de 30 étages construits de 2011 à 2014 dans le District de Nangang à Taipei dans l'île de Taïwan. 
Ils sont situés au pied de la gare de Nangang.
Les architectes sont les agences An-Hsien Lee Architects et Nikken Sekkei.